# Gowdagondanahalli, Jagalur
Gowdagondanahalli là một làng thuộc tehsil Jagalur, huyện Davanagere, bang Karnataka, Ấn Độ.